# Motyka

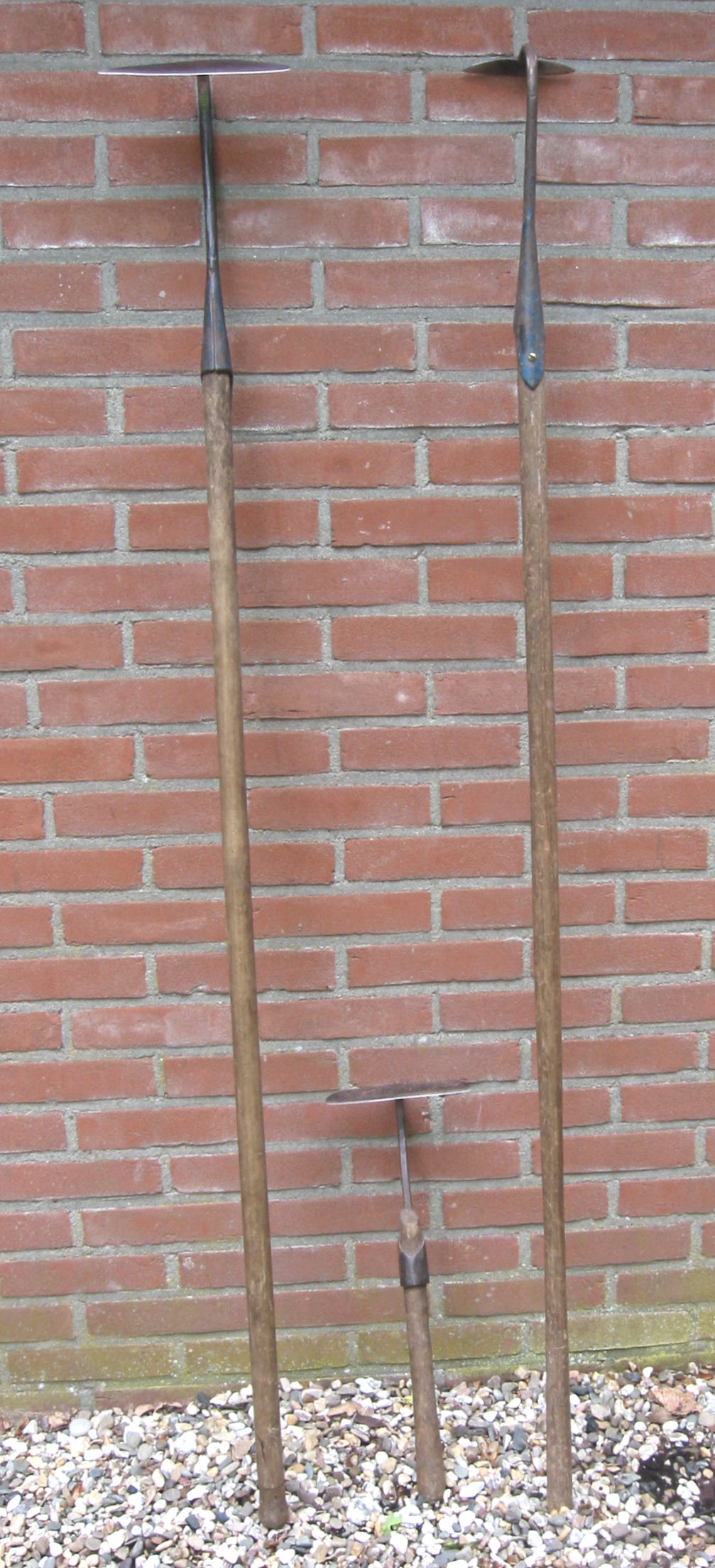
Motyky a motyčka

Motyka je nástroj, který je vhodný pro okopávání rostlin v zahradnictví. Skládá se ze dvou částí: dřevěné násady, která bývá zpravidla dlouhá zhruba 1 metr a z kovového ostří, které je kolmo připevněno k násadě. Pracovní část motyky bývá nejčastěji rovná, široká zhruba 150 mm. Pro okopávání vzrostlé zeleniny mezi řádky se používá motyka o šířce okolo 80 mm. Můžeme se také setkat s motykou, jejíž pracovní část je ve tvaru trojúhelníku.
V zahrádkách se velmi často používají malé motyky nazývané motyčky. Šířka ostří do 100 mm nebo i užší a tvary ostří jsou rovné, trojúhelnikové, zaoblené nebo i vidlicovité. Násada je krátká, zhruba 300 mm.
Aby práce s tímto nářadím nebyla příliš namáhavá je vhodné ostří pravidelně naklepat, naostřit a nebo si nechat u kováře vykovat.